# Pyrametostrobin
Pyrametostrobin ist eine chemische Verbindung aus der Gruppe der Strobilurine. Pyrametostrobin wurde am Shenyang Research Institute of Chemical Industry (SYRICI) entwickelt.
In einer chinesischen Studie mit Strobilurinen war Pyrametostrobin das wirksamste Fungizid gegen Pseudoperonospora cubensis.

## Zulassung
Pyrametostrobin ist in der Europäischen Union und in der Schweiz nicht als Pflanzenschutzwirkstoff zugelassen.